# El llibertador
El llibertador (títol original en anglès:  The Elusive Pimpernel; versió americana  The Fighting Pimpernel) és una pel·lícula britànica dirigida per Michael Powell i Emeric Pressburger, estrenada el 1950. Ha estat doblada al català.

## Argument
Durant la Revolució Francesa, la Pimpinella Escarlata (Sir Percy Blakeney), un aristòcrata anglès, torna a França arriscant la seva vida per rescatar aristòcrates francesos de la guillotina i posar-los fora de perill a través del Canal de la Mànega. Però un ambaixador anglès, obsessionat amb portar a la Pimpinella Escarlata davant de la justícia, fa xantatge a la dona de Sir Percy ... qui ni tan sols sap que el seu marit és el temerari llibertador.

## Repartiment
- David Niven: Sir Percy Blakeney
- Margaret Leighton: Marguerite Blakeney
- Cyril Cusack: Chauvelin
- Jack Hawkins: príncep de Gal·les
- Arlette Marchal: Contessa de Tournai
- Gérard Nery: Philippe de Tournai
- Danielle Godet: Suzanne de Tournai
- Edmond Audran: Armand Saint-Juste
- Charles Victor: Coronel Winterbotham
- Eugene Deckers: Capità Merieres
- David Oxley: Capità Duroc
- Raymond Rollett: Bibot
- Philip Stainton: Jellyband
- John Longden: l'abat
- Robert Griffiths: Trubshaw
- George De Warfaz: Baró
- Arthur Wontner: Lord Grenville
- Jane Gill-Davis: Lady Grenville
- Richard George: Sir John Coke
- Cherry Cottrell: Lady Coke
- David Hutcheson: Lord Anthony Dewhurst
- Robert Coote: Sir Andrew Foulkes
- John Fitzgerald: Sir Michael Travers
- Patrick Macnee: John Bristow
- Terence Alexander: Duc de Dorset
- Tommy Duggan: Comte de Sligo
- John Fitchen: Nigel Seymour
- Jon Hewitt: Major Fretty
- Hugh Kelly: Doctor Fitzdrummond
- Richmond Nairne: Beau Pepys
- Howard Vernon: Comte de Tournai

## Galeria

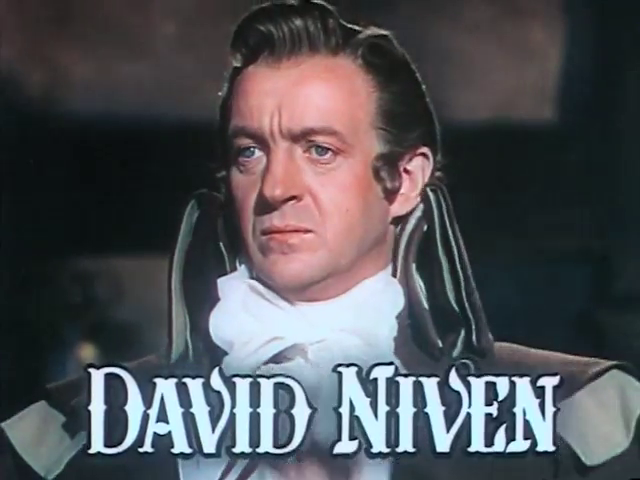
David Niven
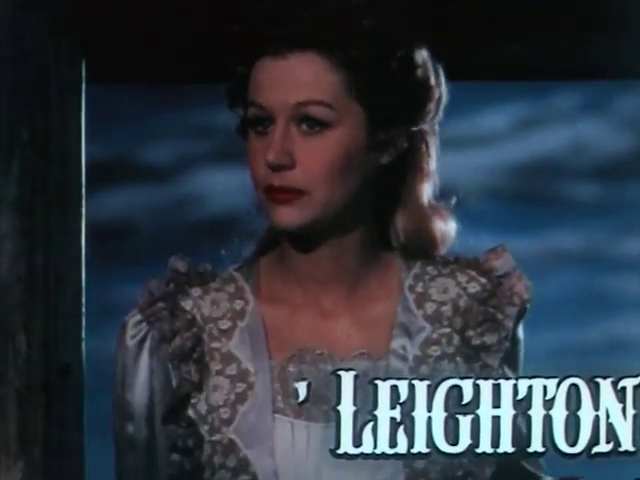
Margaret Leighton
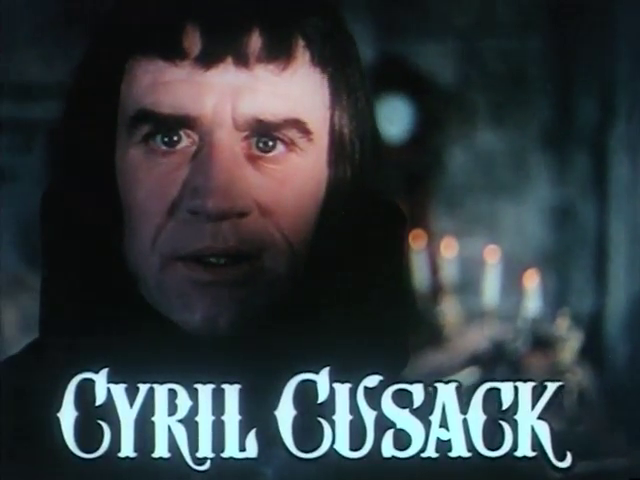
Cyril Cusack